# Leucocarbo ranfurlyi
Leucocarbo ranfurlyi е вид птица от семейство Phalacrocoracidae. Видът е световно застрашен, със статут Уязвим.

## Разпространение
Видът е разпространен в Нова Зеландия.